# هلیوگرافی

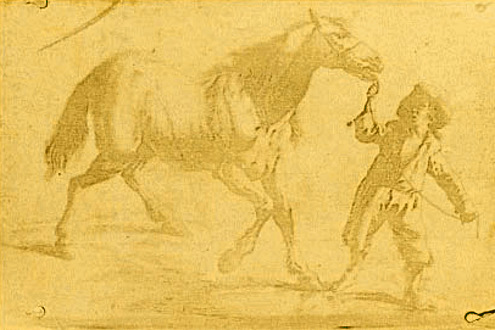
قدیمی‌ترین تصویر باقیمانده که ژوزف نیسه‌فور نیپس از طریق فرایند هلیوگرافیک گرفت.صفحه زیر یک طرح حکاکی شدهٔ معمولی قرار گرفته بود.

هلیوگرافی یا هورنگاری (به فرانسوی: Héliographie)، (از یونانی هلیوس ἥλιος به معنای خورشید و گرافین γράφειν به معنای نگاشتن) فرایندی در عکاسی است که ژوزف نیسه‌فور نیپس آن را در حدود سال ۱۸۲۲ اختراع کرد. او برای گرفتن اولین عکس شناخته‌شده باقی‌مانده از طبیعت به نام اصطبل و کبوترخانه (۱۸۲۶ یا ۱۸۲۸) از این روش استفاده کرد. در بازتولید آثار هنری از طریق اختراع طرح‌نگار نوری و فتوگراور را تحقق بخشید.

## اختراع

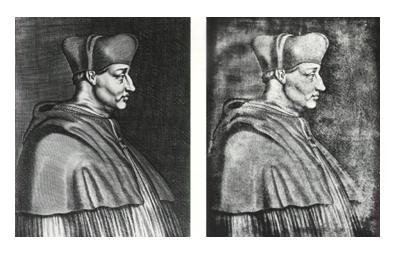
مقایسه بین حکاکی اصلی و تصویر هلیوگرافیک نیپس، چپ: تصویر حکاکی شده ۱۶۵۰ راست: تصویر هلیوگرافیک ۱۸۲۶

ژوزف نیپس خلاصه‌ای از آزمایش خود را در نوامبر ۱۸۲۹ تهیه کرد: در باب هلیوگرافی، یا روشی برای تثبیت خودکار با عملکرد نور تصویری که در دوربین تاریکخانه‌ای شکل گرفته‌است. که خواست او برای استفاده از روش هلیوگرافیک در طرح‌نگار نوری و فتوگراور در ساخت چاپ سنگی، فرونقش و چاپ رلیف برای بازتولید چندباره مطبوعات را نشان می‌دهد. او می‌دانست که قیر کرانهٔ باختری یا آسفالت طبیعی که دارای خاصیت ضد اسیدی است در زمان قرار گرفتن در معرض نور سخت‌تر می‌شد. در آزمایش‌هایش، صفحات شیشه، روی، مس و مس نقره‌اندود، مسوار و سنگ چاپ‌سنگی را با آن پوشاند و فهمید که آن در روغن اسطوخودوس و نفت خام حل نمی‌شود. پس قسمت‌های سایه‌دار را می‌شود با شیوه‌های سنتی از طریق چاپ فلزی با اسید و آکواتینت پرداخت تا جوهر سیاه چاپ شود.
صفحه در معرض و پرداخت شده با حلال، مثلاً در مورد اصطبل و کبوترخانه یک تصویر نگاتیو یا پزتیو وابسته به بازتاب محیط ارائه می‌دهد، بر خلاف داگرئوتایپ که مبتنی بر کشفیات نیپس بود.

## دیگر کاربردهای واژه
این کلمه برای اشاره به پدیده‌های دیگری هم استفاده شده‌است: برای تشریح خورشید (در قیاس با ژئوگرافی)، برای عکاسی در کل، برای سیگنال دادن با خورنگار (یک دستگاه که گاهی به نام هلیوتروپو یا هلیوتلگراف) و برای عکاسی از خورشید استفاده می‌شود.
کلمات مختصرhéliog.  یا héliogr که بر روی نسخه‌های قدیمی یافت می‌شود، شاید اشاره به کلمه فرانسوی هلیوگراور باشد یا هر شکلی از فتوگراور.

## نگارخانه

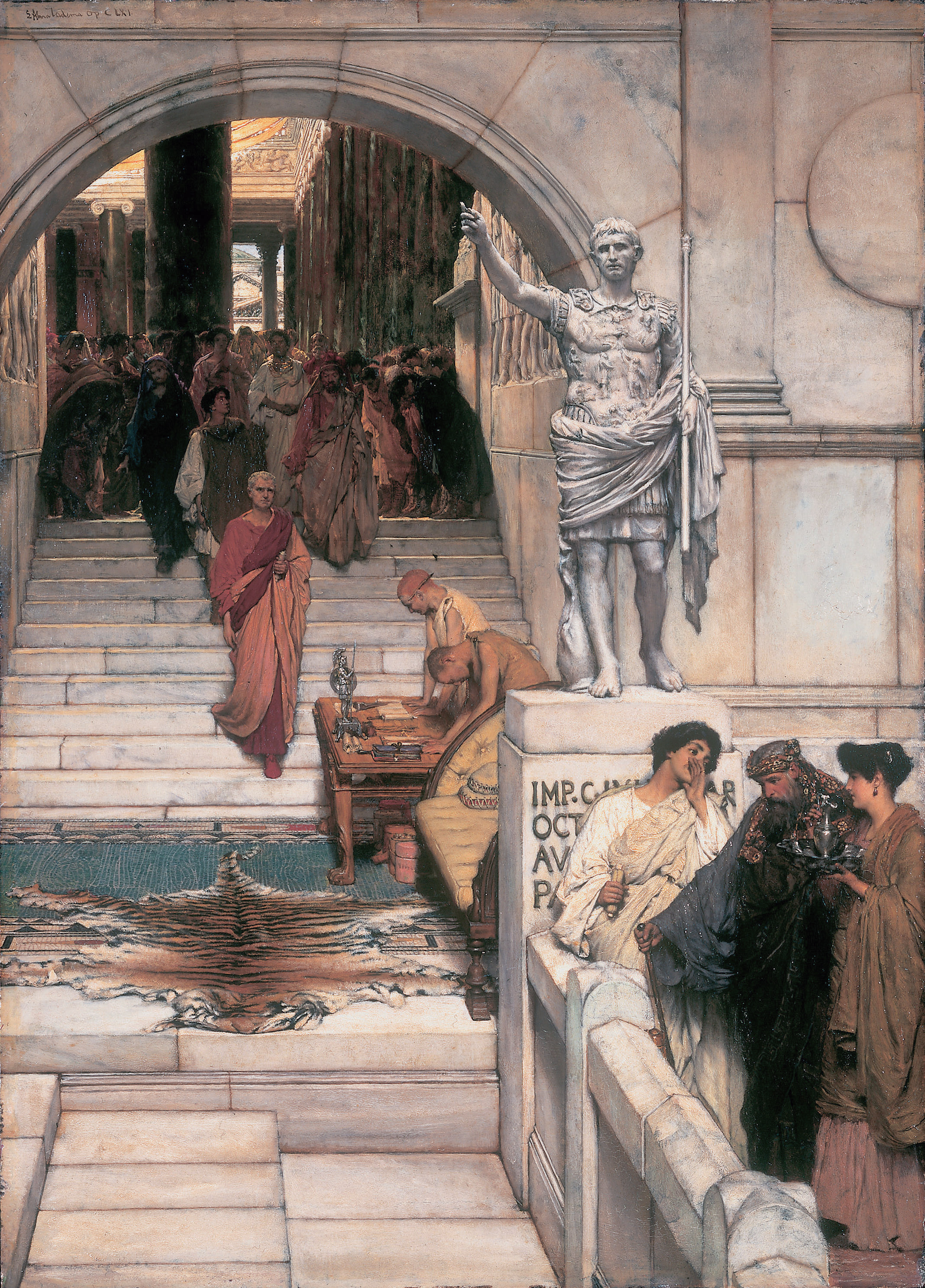
لاورنس آلما-تادما - مخاطب با آگریپا (۱۸۷۵)
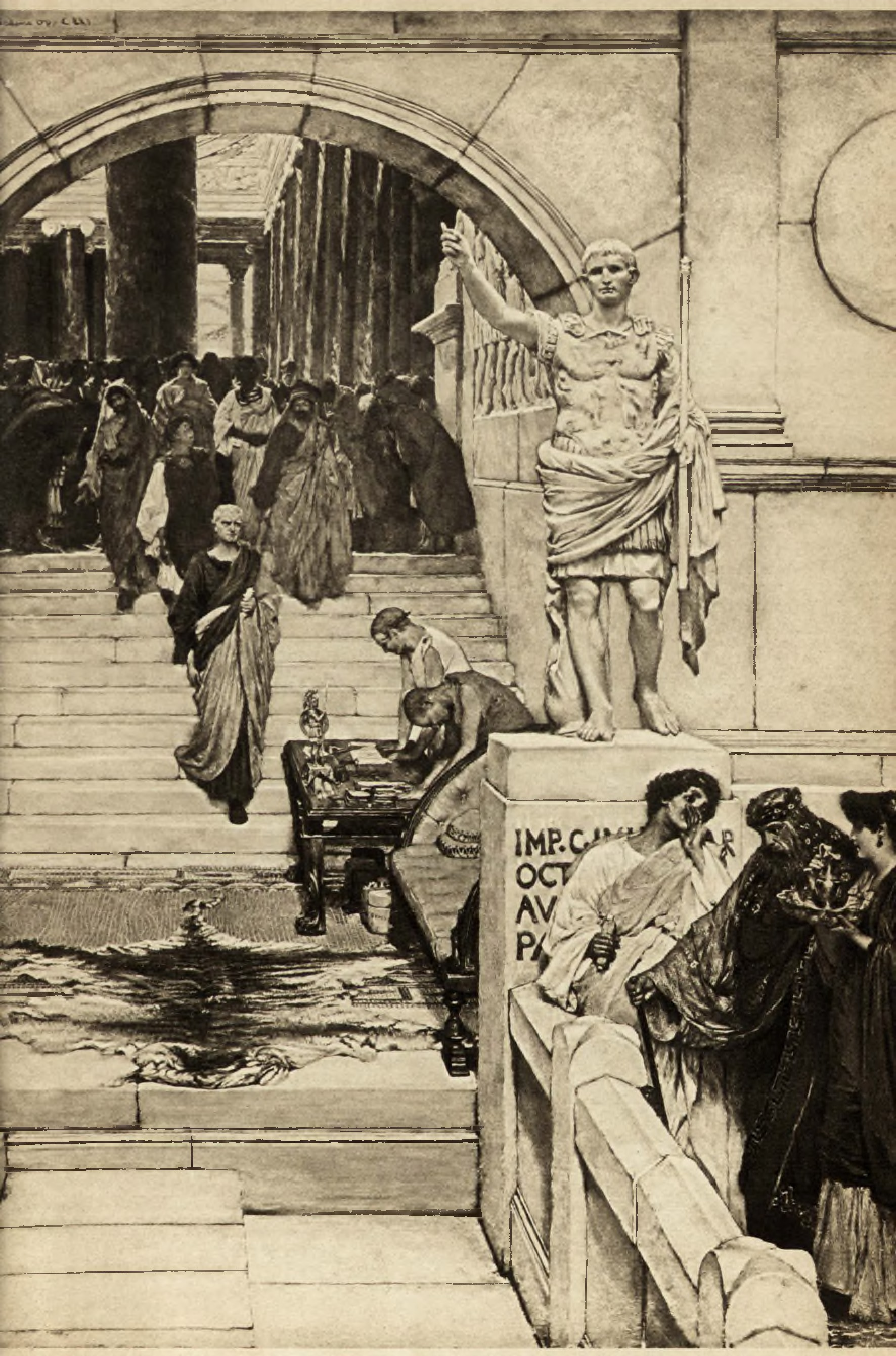
در هلیوگراور برای دایره المعارف گارنت
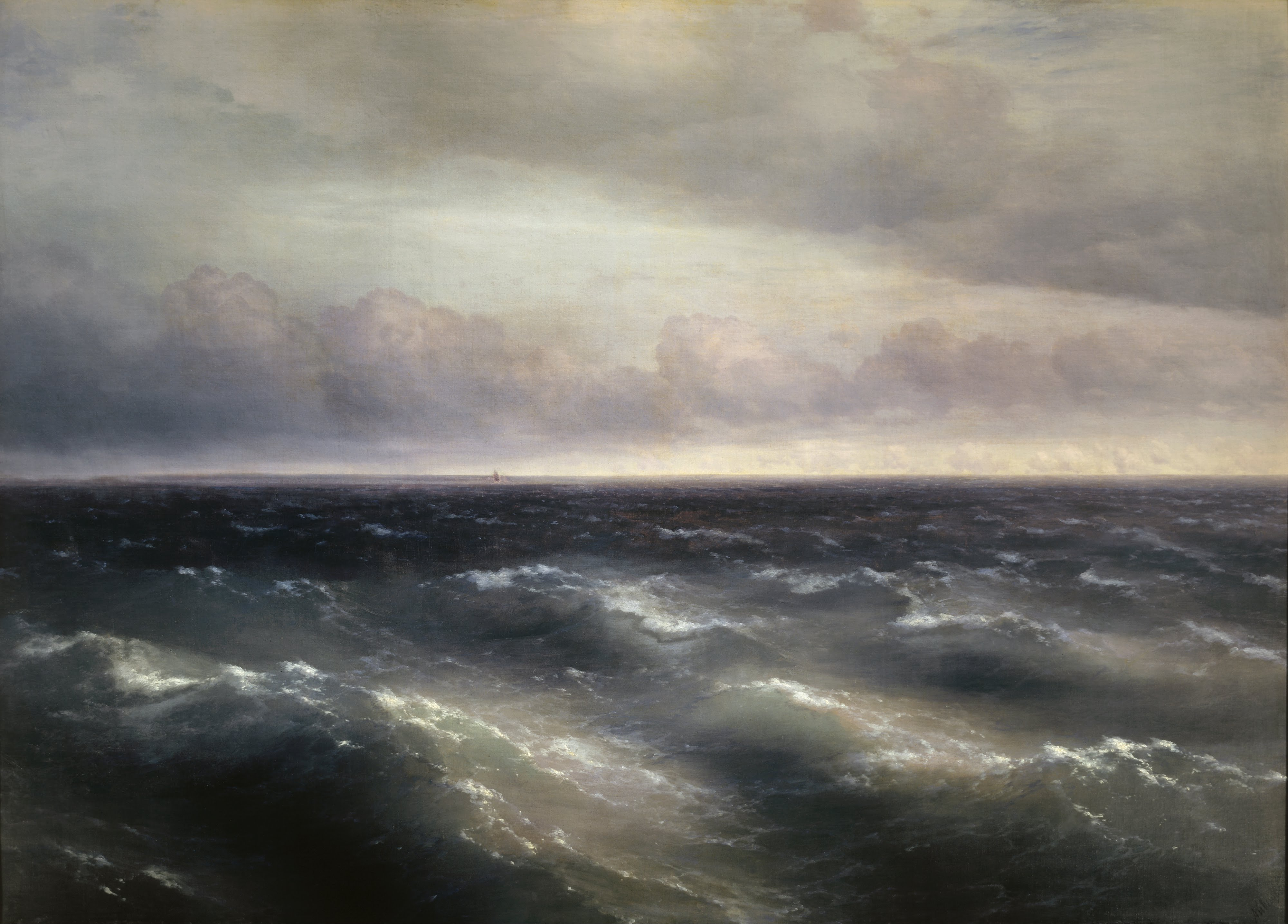
آی. آیوازوفسکی. دریای سیاه (۱۸۸۱)
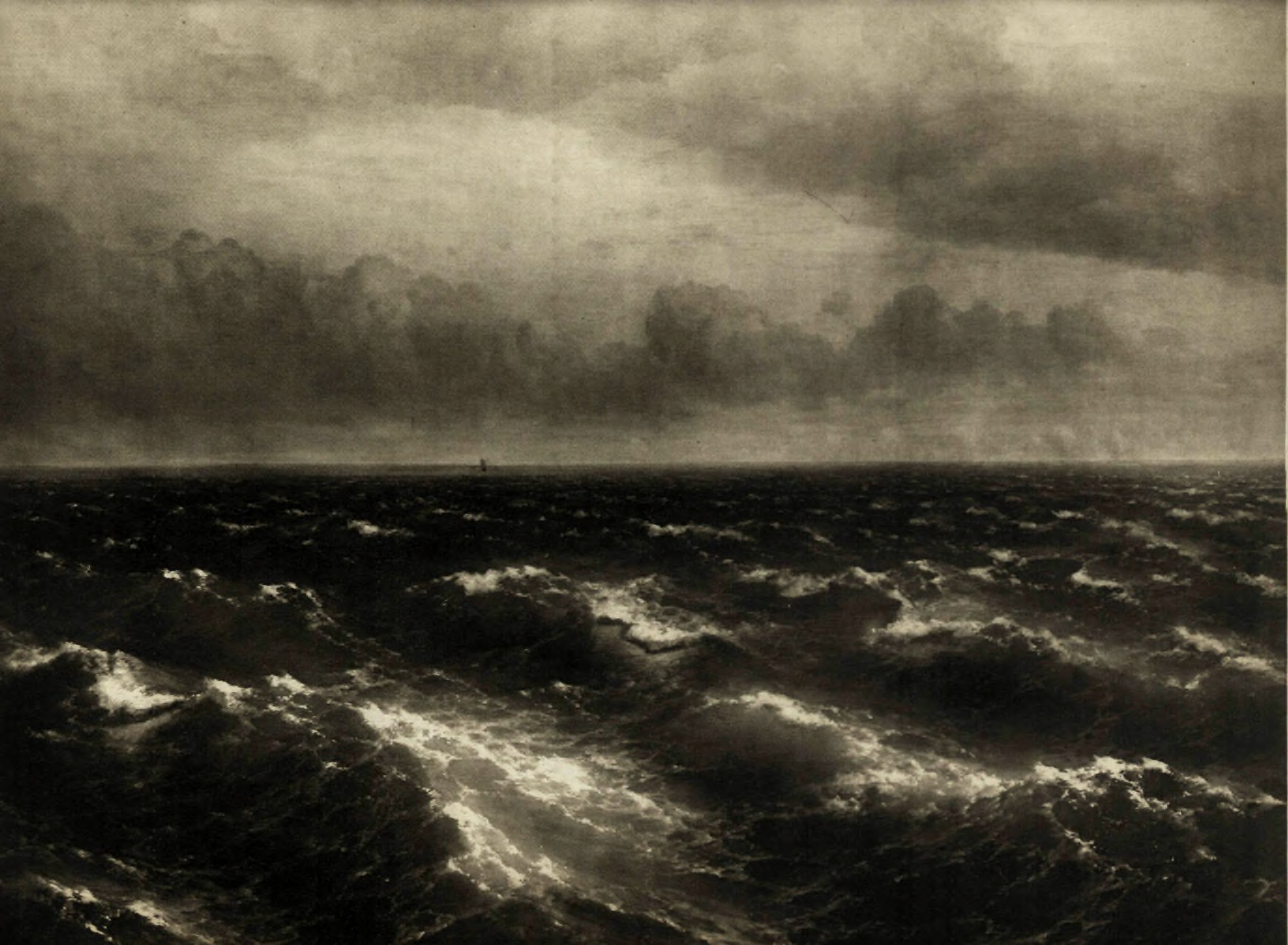
در هلیوگراور برای دایره المعارف گارنت
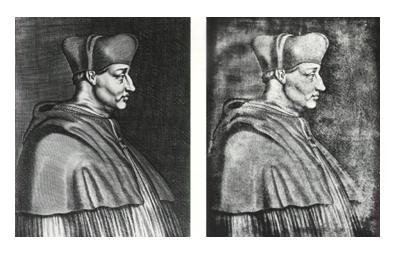
مقایسه بین حکاکی اصلی و هلیوگراف ساخته شده از آن در سال ۱۸۲۴ توسط جوزف نیکفور نیپس. این پرتره کاردینال ژرژ دمبواز، ۱۶۵۰ است
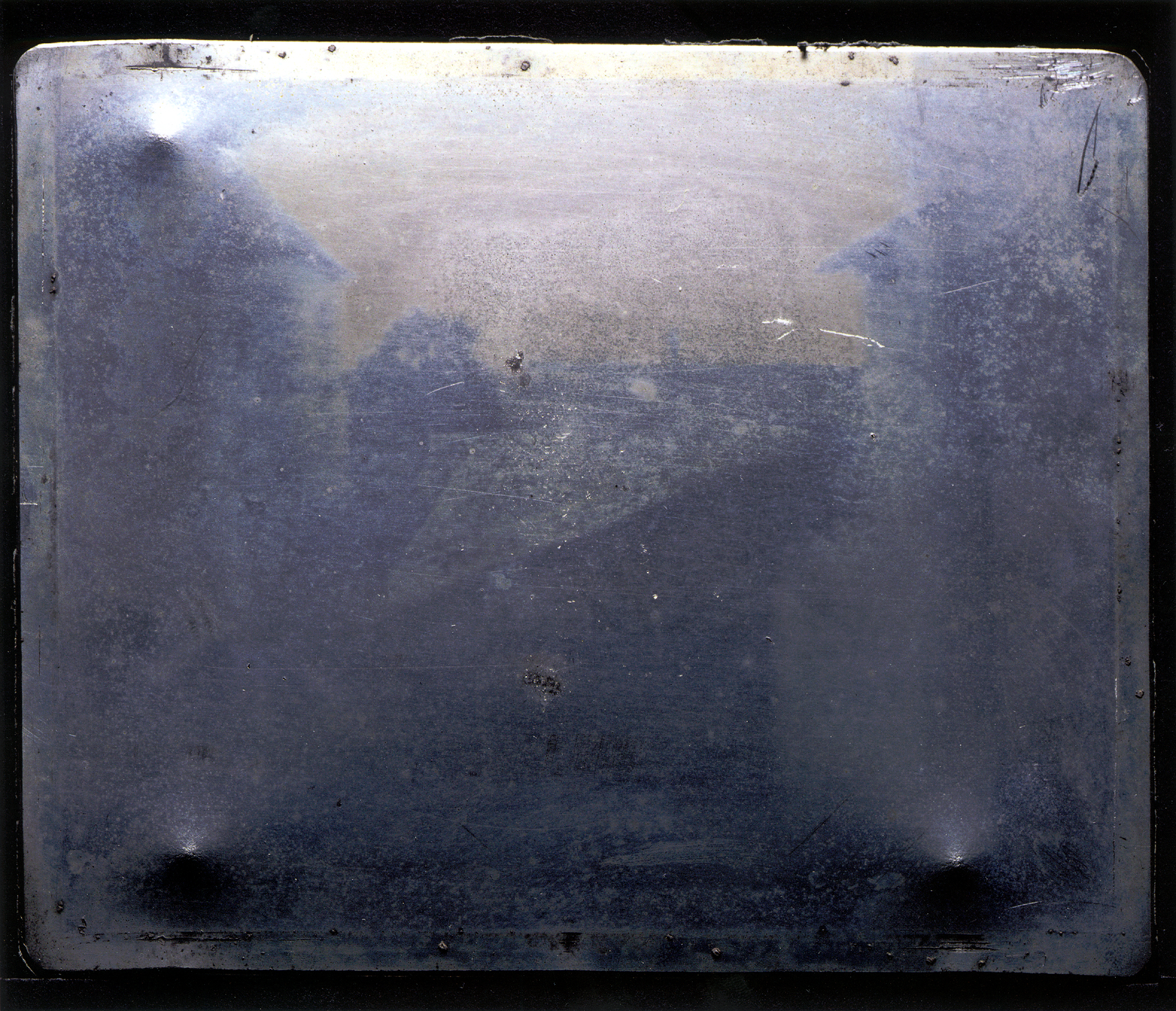
نمای از مطالعه، قدیمی‌ترین عکس باقی‌مانده، گرفته شده در سال ۱۸۲۶ توسط جوزف نیکفور نیپس، مجموعه گرنشیم، دانشگاه تگزاس، آستین
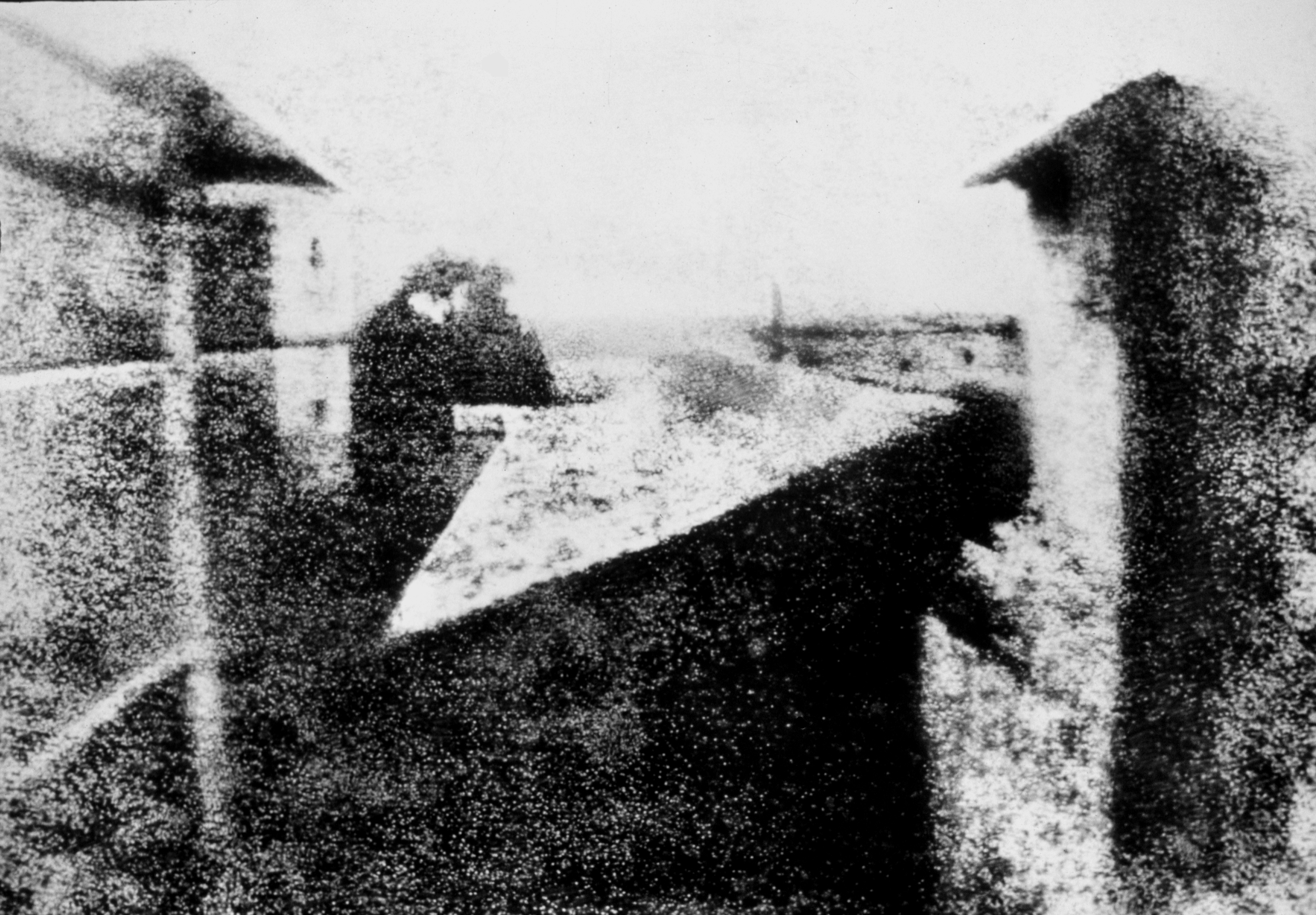
بازتولید از سال ۱۹۵۲
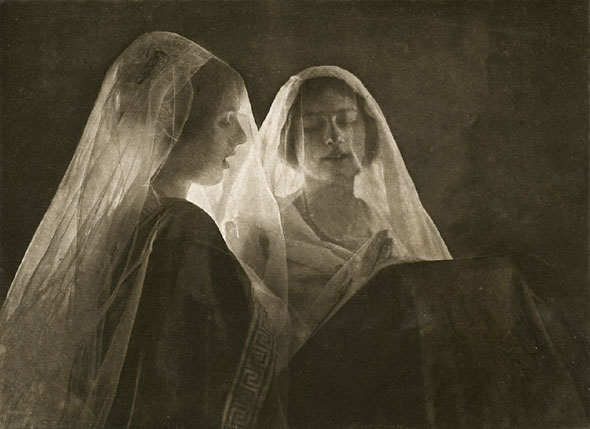
هلیوگراور، کنستانت پویو، ۱۸۹۹.